# Rafael Bernabeu
Rafael Bernabeu (Sant Joan d'Alacant, ?) fou un polític alacantí, el primer alcalde constitucional d'Alacant el 1835. Ardent liberal, el 1820 era un dels dirigents alacantins de la Societat Patriòtica d'Amants de la Constitució. Un cop proclamat el trienni liberal, el 1822 formà part de la Diputació d'Alacant i fou escollit diputat a Corts. Quan el 1823 Ferran VII d'Espanya va restablir l'absolutisme fou empresonat pel militar absolutista Pedro Fermín Iriberry Oliber. Tanmateix, aconseguí escapar i fugir a l'exili. Va romandre a Anglaterra i després a França fins a la mort de Ferran VII. Aleshores va tornar i fou compromissari per a les eleccions dels procuradors a Corts de l'Estatut Reial de 1834. Fou el primer alcalde constitucional d'Alacant el 1835 i diputat provincial, i el 1837 fou tinent coronel de la Milícia Urbana d'Alacant.
Membre del Partit Progressista, el 1840 va donar suport el pronunciament de Baldomero Espartero, va presidir la Junta Provisional de Govern de la Província d'Alacant i fou alcalde de 1841 a 1842. El 1843 fou tinent coronel de la Milícia Nacional, el 1848 vicepresident de la Junta de Regants i el 1854 director del Sindicat de Recs de l'Horta d'Alacant. Va tornar a ser diputat de la Diputació d'Alacant de 1854 a 1856.